# قرآن کریم (ترجمه فولاوند)
قرآن کریم با ترجمهٔ محمدمهدى فولادوند، ترجمه‌ای فارسی از قرآن است که نگارش آن از سال ۱۳۳۱ خورشیدی تا ۱۳۵۷ خورشیدی به طول انجامید و در نهایت در سال ۱۳۷۳ توسط «دفتر مطالعات تاریخ و معارف اسلامی قم» چاپ و منتشر شد.

## روش ترجمه
روش ترجمه‌ای که محمدمهدی فولادوند در این تفسیر به کاربرده است، روش ترجمه «جمله به جمله» یا «هسته به هسته» است که حد وسطی از ترجمه تحت اللفظی و ترجمه تفسیری است. به این معنا که مترجم ضمن مطابقت ترجمه فارسی به متن عربی و ذکر کردن معادل واژه‌ها، ویژگی‌هایی که در زبان مبدأ بوده را در قالب جملات فارسی بازسازی کرده و معانی و مفاهیم آن‌ها را به‌طور روان و بر اساس ساختار زبان فارسی بیان کرده‌است.

## ویژگی‌ها
از ویژگی‌های ترجمه قرآن کریم فولادند می‌توان به موارد ذیل اشاره کرد:
- مطابقت ترجمه با متن اصلی در ایجاز و اطناب و تأکید
- سادگی و روان بودن ترجمه
- رعایت ریزه‌کاری‌های بلاغی[۴]
- دقت در ترجمه افعال از نظر زمان و صیغه
- انطباق ساختار جمله‌ها با قواعد نحوی
- گزینش معادل مناسب برای هر واژه[۵]

## انتقادات
فولادوند در ترجمه بعضی از آیات قرآن کریم که معنای ثانویه و کنایی از آن‌ها اراده شده، صرفاً به معنای اولیه و ظاهری آن اکتفا کرده. همچنین برخی از آیاتی که ساختار اخباری دارند را به شکل تعجبی ترجمه کرده‌است. گاهی اوقات نیز مرجع ضمیر در ترجمه را مشخص نکرده‌است و بعضاً نیز جملاتی در ترجمه مشاهده می‌شود که ابهام دارد و نمی‌توان معنایی را از آن‌ها دریافت کرد. در موارد خیلی نادری هم توضیح مترجم به صورت ترجمه نوشته شده در حالی که این توضیحات باید در میان قلاب قرار گیرد تا از ترجمه جدا شود؛ مثلاً آیه ۲۱ سوره نور "أَمِ اتَّخَذُوا آلِهَةً مِّنَ الْأَرْضِ هُمْ یُنشِرُونَ" چنین ترجمه شده که "آیا برای خود خدایانی از زمین اختیار کرده‌اند که آن‌ها [مردگان را] زنده می‌کنند؟" در حالی که در این آیه، معادلی به معنی «برای خود» وجود ندارد.

## از دیدگاه دیگران
بهاءالدین خرمشاهی دربارهٔ این کتاب چنین گفته‌است:
ترجمه قرآن آقای فولادوند مهذب و متین و سر راست و فاقد گرایش‌های خاص و افراطی است. همچنین کمال مطابقت با متن مقدس قرآن کریم را دارد.